# Cole Caufield
Cole Caufield (* 2. ledna 2001) je profesionální americký hokejový křídelní útočník týmu Montreal Canadiens. S klubem má podepsanou osmiletou smlouvu, díky které si přijde na necelých 63 milionů dolarů. Byl draftován v roce 2019 v 1. kole jako 15. celkově. Jeho otec Paul je bývalým hokejistou a současně skautem. Hokejistou je taktéž i jeho starší bratr Brock.

## Statistiky

### Klubové statistiky
| Sezóna      | Klub               | Soutěž      |     | Základní část | Základní část | Základní část | Základní část | Základní část |   | Play off | Play off | Play off | Play off | Play off |
| Sezóna      | Klub               | Soutěž      | Z   | G             | A             | B             | TM            | Z             | G | A        | B        | TM       |          |          |
| 2017/18     | USNTDP             | USHL        | 32  | 23            | 10            | 33            | 10            | —             | — | —        | —        | —        |          |          |
| 2018/19     | USNTDP             | USHL        | 28  | 29            | 12            | 41            | 23            | —             | — | —        | —        | —        |          |          |
| 2019/20     | Univ. of Wisconsin | NCAA        | 36  | 19            | 17            | 36            | 6             | —             | — | —        | —        | —        |          |          |
| 2020/21     | Univ. of Wisconsin | NCAA        | 31  | 30            | 22            | 52            | 4             | —             | — | —        | —        | —        |          |          |
| 2020/21     | Laval Rocket       | AHL         | 2   | 3             | 1             | 4             | 0             | —             | — | —        | —        | —        |          |          |
| 2020/21     | Montreal Canadiens | NHL         | 10  | 4             | 1             | 5             | 2             | 20            | 4 | 8        | 12       | 0        |          |          |
| 2021/22     | Montreal Canadiens | NHL         | 67  | 23            | 20            | 43            | 10            | —             | — | —        | —        | —        |          |          |
| 2021/22     | Laval Rocket       | AHL         | 6   | 2             | 3             | 5             | 0             | —             | — | —        | —        | —        |          |          |
| 2022/23     | Montreal Canadiens | NHL         | 46  | 26            | 10            | 36            | 2             | —             | — | —        | —        | —        |          |          |
| 2023/24     | Montreal Canadiens | NHL         | 82  | 28            | 37            | 65            | 16            | —             | — | —        | —        | —        |          |          |
| 2024/25     | Montreal Canadiens | NHL         | 82  | 37            | 33            | 70            | 14            | 5             | 3 | 1        | 4        | 0        |          |          |
| NHL celkově | NHL celkově        | NHL celkově | 287 | 118           | 101           | 219           | 44            | 25            | 7 | 9        | 16       | 0        |          |          |

### Reprezentace
| Rok                       | Tým                       | Soutěž                    | Z  | G  | A  | B  | TM |
| ------------------------- | ------------------------- | ------------------------- | -- | -- | -- | -- | -- |
| 2017                      | USA 17                    | U17                       | 6  | 8  | 5  | 13 | 0  |
| 2018                      | USA 18                    | MS 18                     | 7  | 4  | 2  | 6  | 0  |
| 2019                      | USA 18                    | MS 18                     | 7  | 14 | 4  | 18 | 4  |
| 2020                      | USA 20                    | MSJ                       | 5  | 1  | 1  | 2  | 0  |
| 2021                      | USA 20                    | MSJ                       | 7  | 2  | 3  | 5  | 2  |
| 2024                      | USA                       | MS                        | 8  | 4  | 4  | 8  | 2  |
| Juniorská kariéra celkově | Juniorská kariéra celkově | Juniorská kariéra celkově | 32 | 29 | 15 | 44 | 6  |
| Seniorská kariéra celkově | Seniorská kariéra celkově | Seniorská kariéra celkově | 8  | 4  | 4  | 8  | 2  |